# Nogo (Titao)
Pour les articles homonymes, voir Nogo.
Nogo (ou Noro) est une localité du Burkina Faso située dans le département de Titao, la province du Loroum et la région du Nord.

## Population
Lors du recensement de 2006, on y a dénombré 3 128 habitants. 